# Fliesteden
Fliesteden is een plaats in de Duitse gemeente Bergheim, deelstaat Noordrijn-Westfalen, en telt 2.036 inwoners (31 maart 2021).
Fliesteden ligt op 11 kilometer ten noordoosten van Bergheim-stad.
Het dorp bezit enige monumentale grote boerderijen, waarvan er twee op de plaats van een voormalig kasteeltje staan.
Fliesteden wordt in het jaar 1134 voor het eerst in een document vermeld. Het was een vrije heerlijkheid, tussen het Hertogdom Gulik en het Keurvorstendom Keulen in gelegen. Troepen van dit laatste veroverden het in 1715 waarna annexatie door Keulen volgde. Vanwege de vruchtbare grond was het tot na de Tweede Wereldoorlog een tamelijk welvarend boerendorp.

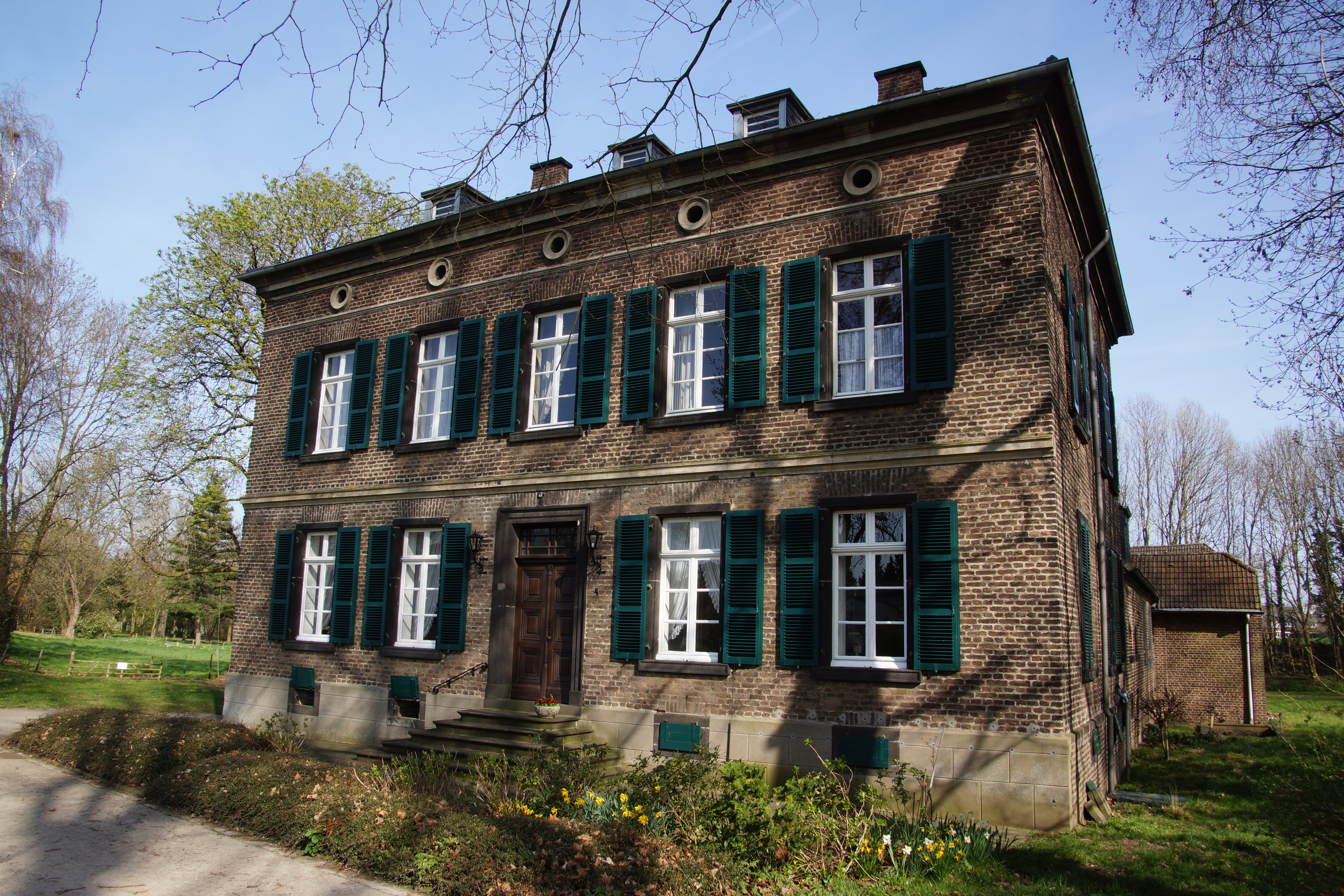
Huize Oberburg (1840)
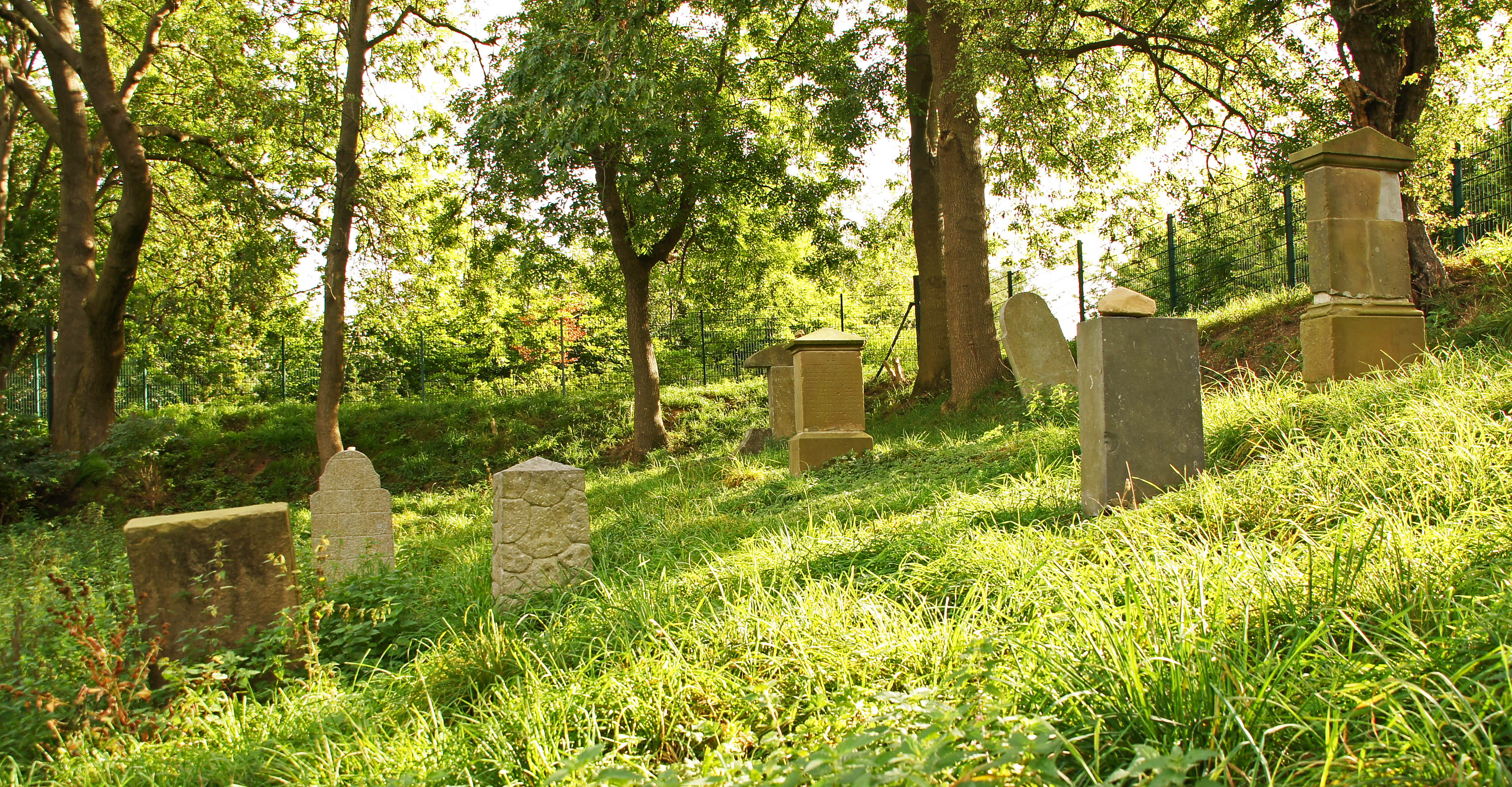
Het na WO II gerestaureerde Joodse kerkhof

## Bekende personen in relatie tot het dorp
- Christian Müller, 29 augustus 1938 te Fliesteden of Hüchelhoven, voormalig profvoetballer
- Christian Breuer, 24 augustus 1939 te Fliesteden, neef van de voorgaande, voormalig profvoetballer